# سوددی-دایسی (تنسی)
سوددی-دایسی(به انگلیسی: Soddy-Daisy) شهری در ایالت تنسی کشور ایالات متحده آمریکا است که جمعیت آن در سرشماری سال ۲۰۱۰ میلادی، ۱۲٬۷۱۴ نفر بوده‌است.